# Opaka Rocks
Die Opaka Rocks (englisch; bulgarisch скали Опака skali Opaka) sind eine Gruppe von Klippen vor der Nordküste von Robert Island im Archipel der Südlichen Shetlandinseln. Sie liegen 0,7 km nördlich des Henfield Rock und 3,44 km östlich der Pordim-Inseln.
Bulgarische Wissenschaftler kartierten sie 2008. Die bulgarische Kommission für Antarktische Geographische Namen benannte sie im selben Jahr nach der Ortschaft Opaka im Nordosten Bulgariens.